# Paleta d'obrar

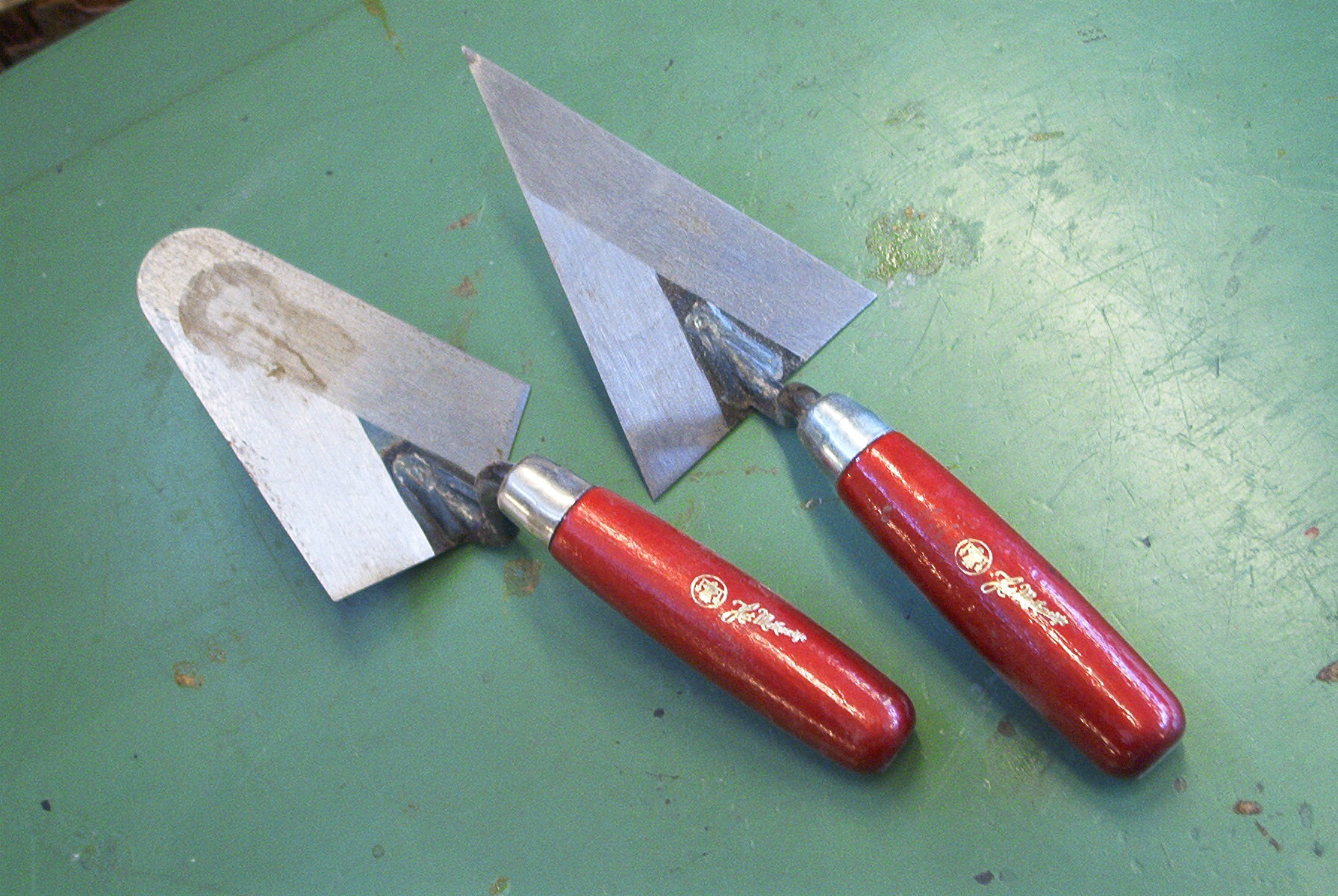
Paleta i paletí.

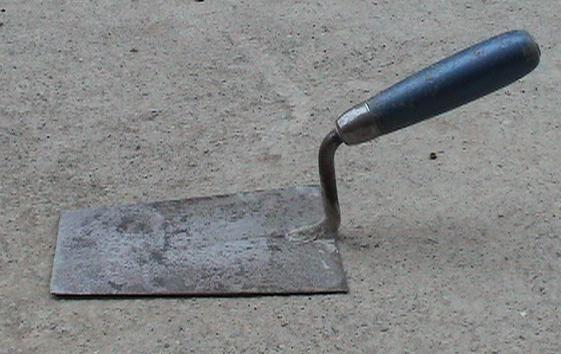
Paleta trapezoïdal

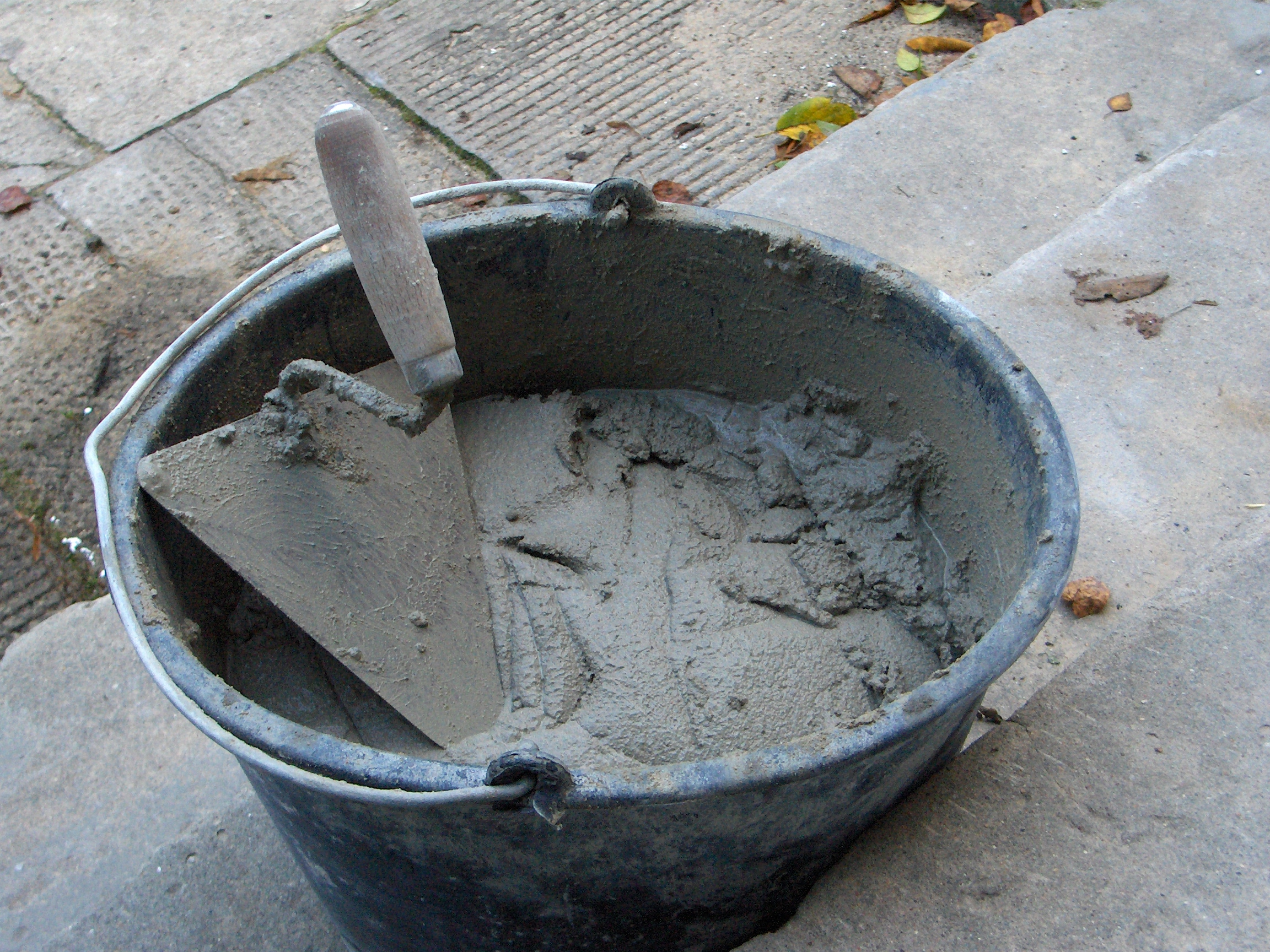
Gaveta amb morter i una paleta.

Una paleta (d'obrar) o palustre (ant. la trulla) és una eina usada en la construcció formada per una làmina metàl·lica de forma triangular subjectada per un mànec de fusta que s'utilitza per a aplicar i manejar el morter i l'argamassa. Si és petita se sol denominar paletí.
La làmina sol ser d'acer laminat en fred i amb diversos tractaments per proporcionar durabilitat i resistència. La forma de la làmina metàl·lica és sempre triangular però pot tenir algun contorn arrodonit en comptes d'acabar en punta i en alguns casos amb el vèrtex de triangle tallat que fa li dona forma de trapezi isòsceles.
La tria del tipus de paleta depèn del treball i del material que s'ha de treballar, per exemple s'anomena guixera la paleta que acaba en punta, la qual cosa li permet de fer acabats en cantonades mentre que el paletí se sol emprar en acabats finals. Per a alguns treballs es poden complementar el seu treball amb altres eines com la plana, l'espàtula i la rasqueta.
A més de ser una eina per a conformar i transportar material també participa en la protecció del treballador, puix que evita el contacte directe de les seves mans amb els materials de construcció com el guix i el ciment que danyen la pell després de contactes prolongats. Aquesta eina és considerada com una de les més bàsiques per al paleta.